# Dicasterio para el Servicio de la Caridad
El Dicasterio para el Servicio de la Caridad, también conocido como Limosnería Apostólica, es un dicasterio de la curia romana. Tiene como cometido la asistencia y ayuda, en todo el mundo, de los necesitados. 
Se trata de un órgano existente en la Santa Sede al menos desde el pontificado de Gregorio X (1271-1276), aunque fue instituido por primera vez como un dicasterio de la curia romana en 2022 por el papa Francisco, con la reforma operada por la constitución apostólica Praedicate evangelium.

## Historia
La atención de los necesitados por parte del sucesor de Pedro se remonta a los primeros siglos de la Iglesia, y era especialmente encomendada a los diáconos. La primera referencia a una persona instituida con ese encargo preciso se encuentra en una bula de Inocencio III (1198-1216) que se refiere al Limosnero como un cargo ya existente. Posteriormente, Gregorio X (1271-1276)  mediante una bula organizó la Limosnería Apostólica  stableciendosus atribuciones; una bula de Alejandro V del año 1409 reguló los procedimientos y normas de la Limosnería.
León XII, con el fin de fomentar las donaciones para las obras de caridad que lleva adelante la Limosneria, delegó en el limosnero la  acultadde conceder la Bendición AApostólica  mediante un pergamino, firmado y con el sello de la Oficina. El Limosnero de Su Santidad ha formado parte de la Casa Pontificia, tiene dignidad arzobispal, y como tal puede participar en las celebraciones litúrgicas y en las audiencias oficiales del Santo Padre; sin embargo, habitualmente se ha considerado desligado de la Curia.
En la reforma de la Curia romana de Pablo VI, por la constitución apostólica Regimini Ecclaesiae universae se incluyó como uno de los Oficios de la Curia el Maestro de donaciones (en latín, ) o Limosnería Apostólica, indicando que se mantiene sin cambios. También la  onstituciónapostólica Pastor Bonus, de Juan Plblo II, incluye la Limosnera Apostólica, como una institución vinculada a la Santa Sede, que "ejerce, en nombre del Sumo Pontífice, el servicio de asistencia a los pobres depende directamente de él".
En la reforma de la Curia romana operada por la constitución apostólica Praedicate evangelium, del papa Francisco, la Limosnería pasa a ser uno de los Dicasterios, con la denominación de Dicasterio para el Servicio de la Caridad aunque mantiene también el nombre de Limosnería Apostólica.
El Papa León XIII, con el objetivo de fomentar la recaudación de fondos para las obras de caridad confiadas a la Limosnería, delegó al Limosnero la facultad de conceder la Bendición Apostólica por medio de diplomas en papel pergamino, los cuales, para ser auténticos, deben estar firmados por el Limosnero y llevar el sello en seco de su Oficina.

## El nuevo dicasterio

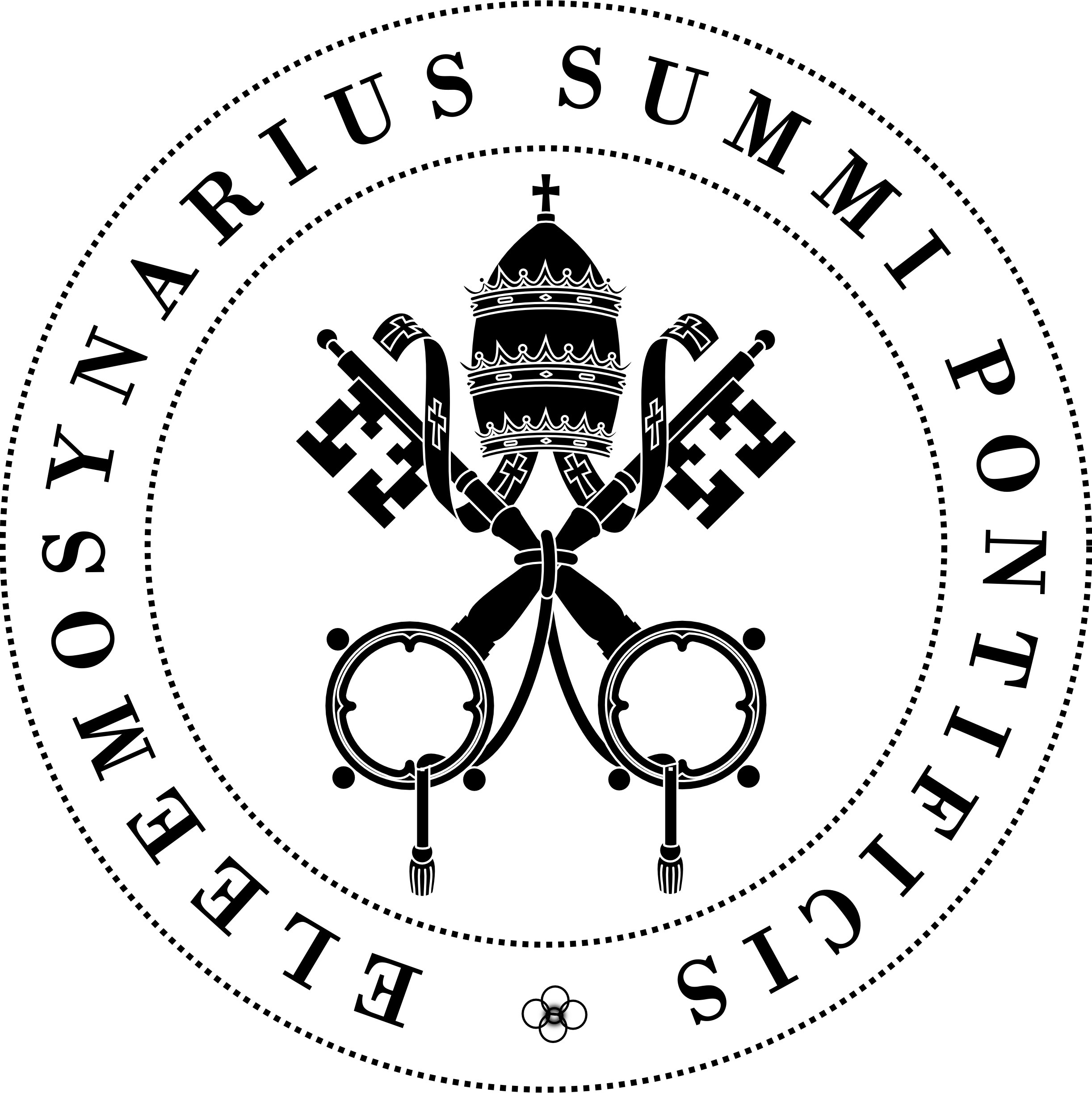
Sello de la Limosneria de Su Santidad con el que se autentifican los pergaminos que comunican la Bendición Apsotólica

Praedicate evangelium, define así al nuevo dicasterio

El Dicasterio para el Servicio de la Caridad, también llamado Limosnería Apostólica, es una expresión especial de la misericordia y, a partir de la opción por los pobres, los vulnerables y los excluidos, realiza en favor de ellos en cualquier parte del mundo la obra de asistencia y ayuda en nombre del Romano Pontífice, quien dispone personalmente las ayudas que se deban destinar en casos de una especial indigencia o de otra necesidad.
Praedicate evangelium, art. 79

El Dicasterio, bajo la dirección del Prefecto, el Limosnero de Su Santidad, en contacto con otros Dicasterios competentes en la materia, concreta, con su actividad, la solicitud y cercanía del romano pontífice, como Pastor de la Iglesia universal, hacia de quienes viven en situaciones de indigencia, marginación o pobreza, así como con ocasión de graves calamidades. Es competente para recibir, buscar y solicitar donaciones gratuitas destinadas a las obras de caridad que el romano pontífice ejerce con los más necesitados. De acuerdo con la Praedicate evangelium, el Limosnero de Su Santidad mantiene para la facultad, que le fue concedida por León XIII,  de otorgar la Bendición Apostólica mediante diplomas debidamente autenticados en papel pergamino.

## Dirección de la Limosneria de Su Santidad
Limosnero de su Santidad
- Antonio María Travia (1 de febrero de 1959-23 de diciembre de 1989)[6]
- Arzb. Óscar  Rizzato (23 de diciembre de 1989 - 28 de julio de 2007)[7]
- Arzb. Félix del Blanco Prieto  (28 de julio de 2007- 2 de agosto de 2013)[8]
- Card. Konrad Krajewski (3 de agosto de 2013 - en el cargo)[9]

Jefe de la Oficina
- Rev.do Francesco Mazzitelli, F.D.P. (27 de noviembre de 2021).[10]